# Юган (Сургутський район)
Юга́н (рос. Юган) — присілок у складі Сургутського району Ханти-Мансійського автономного округу Тюменської області, Росія. Знаходиться на міжселенній території.
Населення — 88 осіб (2010, 144 у 2002).
Національний склад станом на 2002 рік: росіяни — 45 %.